# Abbey Lee

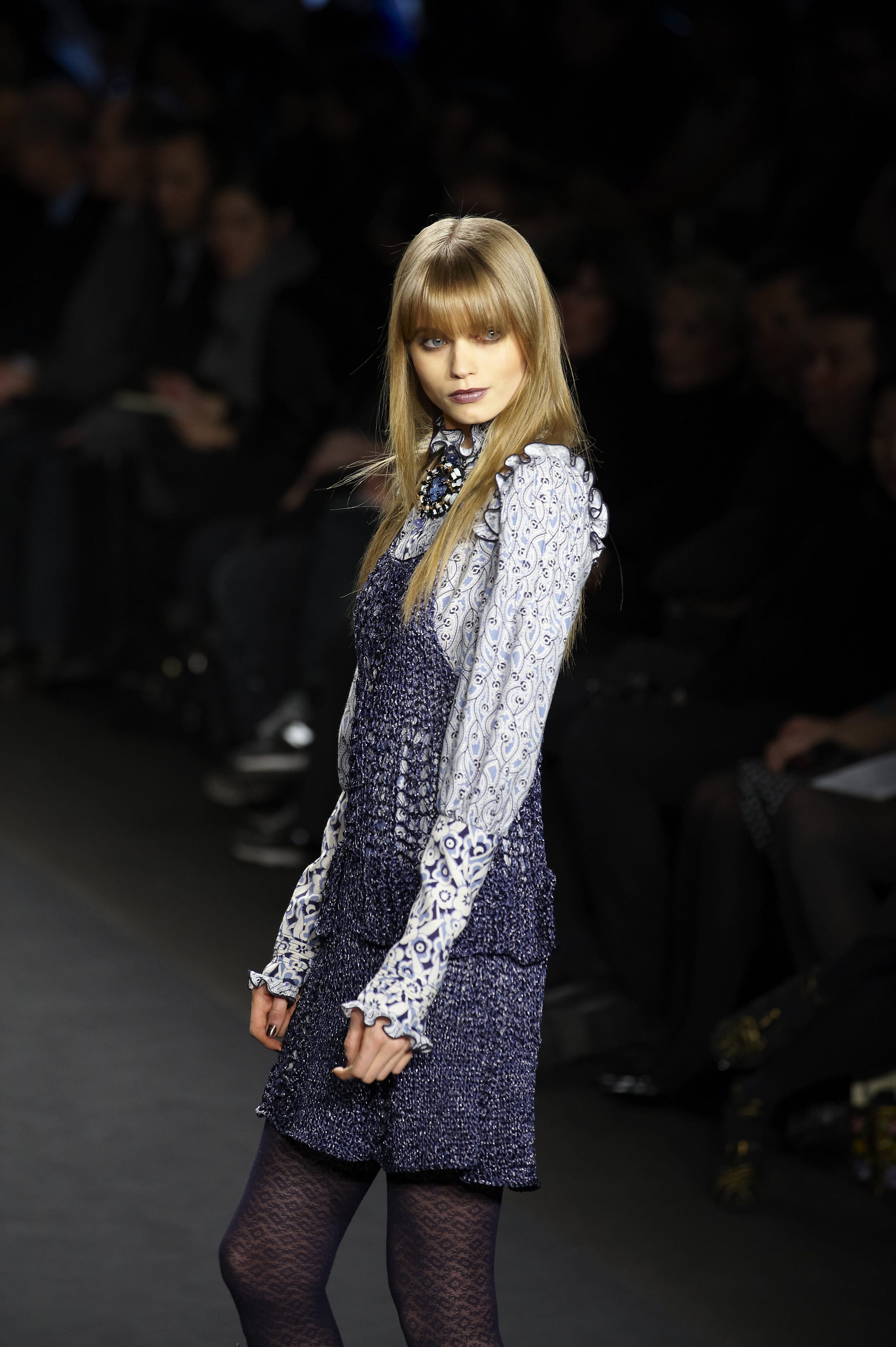
Abbey Lee (2010)

Abbey Lee Kershaw (ur. 12 czerwca 1987 w Melbourne) – australijska supermodelka i aktorka oraz muzyk.

## Kariera
Karierę modelki rozpoczęła po wygraniu konkursu Girlfriend CoverGirl Model Search w Australii, następnie przeprowadziła się z Melbourne do Sydney, gdzie zaczęła pracować jako modelka w lokalnej agencji.
W marcu 2007 przeniosła się do Nowego Jorku.
Wystąpiła na okładkach i sesjach w magazynach: V Magazine, Harper’s Bazaar, Numero, W Magazine, Dazed & Confused, Muse Magazine, Vogue, i-D Magazine, Allure, Vanity Fair, Purple Fashion.
Była w czołowej pięćdziesiątce modelek (Top 50 Models) na Models.com.
Brała udział w kampaniach reklamowych dla: Fendi, Chloe, Gucci, Calvin Klein, Ralph Lauren, Chanel, Gap Inc., Alexander Wang, H&M, Mulberry, Karl Lagerfeld, Guilty Brotherhood.
Od 2015 gra w hollywoodzkich filmach, między innymi takich tytułach jak  Mad Max: Na drodze gniewu, Bogowie Egiptu, Neon Demon i Mroczna Wieża.
Gra na tamburynie w zespole Our Mountain.

## Filmografia
| Rok  | Tytuł                     | Rola                  | Uwagi              |
| ---- | ------------------------- | --------------------- | ------------------ |
| 2011 | Submission                | Jiu Jitsu Fighter     | krótkometrażówka   |
| 2015 | Mad Max: Na drodze gniewu | The Dag               |                    |
| 2015 | Ruben Guthrie             | Zoya Houbec           |                    |
| 2015 | Caprice                   | Holly                 |                    |
| 2016 | Snowbird                  | Theo                  | krótkometrażówka   |
| 2016 | Bogowie Egiptu            | Anat                  |                    |
| 2016 | Neon Demon                | Sarah                 |                    |
| 2016 | Firmowa Gwiazdka          | Savannah              |                    |
| 2017 | Mroczna Wieża             | Tirana                |                    |
| 2017 | 1%                        |                       |                    |
| 2017 | Maverick                  | Maverick              | krótkometrażówka   |
| 2018 | Welcome the Stranger      | Alice                 |                    |
| 2018 | To the Night              | Caty                  |                    |
| 2018 | Elizabeth Harvest         | Elizabeth             |                    |
| 2018 | Caprice                   | Holly                 |                    |
| 2019 | Lux Æterna                | Abbey                 |                    |
| 2020 | Kraina Lovecrafta         | Christina Braithwhite | serial telewizyjny |